# ハネス・ヴォルフ (1999年生のサッカー選手)
- ハンネス・ヴォルフ

ハネス・ヴォルフ（Hannes Wolf,  1999年4月16日 - ）は、オーストリア・シュタイアーマルク州グラーツ出身のサッカー選手。メジャーリーグサッカー・ ニューヨーク・シティFC所属。ポジションはMF。

## 来歴
5歳の時にサッカーを始め、あらゆるユースチームで過ごした後、2014年にレッドブル・ザルツブルクに入団。2015-16シーズンに傘下のFCリーフェリングでプロデビュー。2016-17シーズン途中にトップチームに昇格し、2016年12月のUEFAヨーロッパリーグのシャルケ04戦で、ヴァレンティーノ・ラザロとの交代出場でトップチームデビュー。同シーズンは国内リーグ3試合に出場。翌2017-18シーズン以降はトップチームに定着し、南野拓実らと共にチームを牽引。
2019年1月24日、2019-20シーズンからのRBライプツィヒへの加入が決定決まり、5年契約を締結。南野とは絶妙なバランスを披露するなどの活躍を見せ、5月5日にはリーグ6連覇を達成した。
2020年7月21日、ボルシア・メンヒェングラートバッハへ2021年6月までの期限付き移籍（買取オプション付き）をした。2020-21シーズン後に完全移籍。しかし、2021-22シーズンは不調に陥り、2022年1月20日にスウォンジー・シティAFCに同シーズン終了後までのローン移籍となった。

## 代表経歴
2015年にU-16のオーストリア代表に招集。2017年からは飛び級でU-21代表に招集され、2019年にはUEFA U-21欧州選手権2019に出場。しかし、グループリーグ初戦のセルビア戦で、右足を骨折する重傷を負い、無念の戦線離脱に終わった。